# 顧際明
顧際明（1562年—1638年），字良甫，號海暘，浙江嘉兴府嘉善县人。明朝政治人物、進士出身。

## 生平
嘉靖丙寅（1566年）八月十三日（官年）生。万历十六年（1588年）戊子科浙江鄉試舉人，十七年（1589年）己丑科二甲三十五名進士，性至孝，文章风概擅一时。入庶常，十九年八月授雲南道御史，督理巡青，有暮夜求援者，正色却之。疏指杨应龙必叛，果如其言。二十年查刷光禄寺，二十一年告病。起補河南道御史，差巡按廣西。二十三年（1595年）以争国本遭谴，与御史李宗延、袁可立等数人俱被革职，时称真御史。天启元年（1621年）起光禄寺丞，升本寺少卿，二年正月遷太仆寺少卿，四年（1624年）引疾归，置义田六百亩，赡宗族婚葬，供祠墓祭祀，人比之范文正。

## 家族
曾祖顾謹，七品散官；祖顾侯，乡饮宾；父顾态，教授。